# Alicia Bridges
Alicia Bridges, född 15 juli 1953 i Lawndale, North Carolina, är en amerikansk sångerska, mest känd för låten "I Love the Nightlife (Disco 'Round)" som blev en internationell hit 1978. Vid tolv års ålder hade hon sitt eget lokalradioprogram, "The Alicia Bridges Show". Hon fick skivkontrakt med Polydor Records och "I Love the Nightlife (Disco 'Round)" som hon skrivit tillsammans med Susan Hutcheson, blev en hit 1978. Hennes andra singel var rocklåten "Body Heat". Numera driver hon Alicia Bridges Music tillsammans med sin partner, Mary LeTellier.

## Diskografi
Studioalbum
- 1978 – Alicia Bridges
- 1979 – Play It as It Lays
- 1984 – Hocus Pocus

Samlingsalbum
- 2002 – The Collection: I Love the Nightlife
- 2006 – This Girl Don't Care
- 2007 – Say It Sister
- 2008 – Faux Diva